# マフムード・ターレガーニー
サイード・マフムード・ターレガーニー (英語: Sayyid Mahmoud Alaee Taleghani, Persian: محمود طالقانی,  1911–1979) またはサイイド・ムハマド・タレカニ（英語: Seyed Mahmūd Tāleqānī）は、イラン革命のイデオローグとなったアーヤートッラーでありリベラルな宗教学者。テヘラン北西のターレカーンのウラマーの家系に生まれ、ゴム、ナジャフに学ぶ。1948年にテヘラン中央部のヘダーヤト・モスクの礼拝導師になるが、このモスクが国民戦線の集会場に使用されたことが示すように、モサッデグ政権を一貫して支援した。モハンマド・レザー・パフラヴィーの時代には繰り返し投獄・追放されたが、釈放直後に、王政打倒を不可避とした1978年12月の大規模な大衆デモを指導した。憲法制定専門家会議メンバーに最高票で選出されるも、その直後に急死した。人間の自由意志を重視するクルアーン解釈を民衆にも理解可能な言葉で行い、土地改革に関してはイスラームに基盤を置く限定付き土地私有論を展開した。

## 生涯
1910年にマーザーンダラーン州ターレガーンの宗教学者の家庭に生まれる。幼少期は父からイスラームについて学び、その後ゴムで学問を修めた。
1939年にテヘランの神学校で教鞭を執った。しかし、翌年反政府的演説を行った等で6ヶ月投獄される。以後幾度となくパフラヴィー政権によって投獄されることになる。1944年に娘のアーザム・ターレガーニーが生まれる。
1960年代初め、メフディー・バーザルガーンとイラン自由運動を創設したが、再び逮捕された。
1979年の革命後はイスラーム革命評議会議長兼テヘラン金曜礼拝導師に任命され、専らバーザルガーン暫定政府とホメイニー、イスラーム共和党と左派勢力やクルド勢力間の仲介役を行い、問題解決に尽力した。
1979年8月の憲法制定専門家会議選挙でも最多得票で選出されたが、その翌月に急死した。

## 講演・著作
講演では、平易な言葉で人間の自由意志を尊重するイスラームへの理解を説き、それゆえ、彼の穏健なしかし内に秘めた闘争への情熱には大きの聴衆が魅了されたといわれる。
- A shining ray from Quran,  It was written while he was imprisoned by the Muhammad Reza Pahlavi.
- Introduction- explanation on Tanbih Al-Omah va Tanzih Al-Mellah,
- Islam and Ownership,
- Translation of the first volume of Imam Ali Ibn Abi Talib’s Book,
- A light of Nahj-ul-Balaq,
- Authority and Judicial Decree,
- Freedom and Despotism,
- Unity Lesson,
- A Lesson from Quran,
- Days and Lectures,
- Sermons of Friday Prayers